# Skins
Skins er en britisk BAFTA-vindende tv-serie. Serien handler om en flok teenagere  i Bristol og deres hverdagsliv, hvilket involverer alt fra stoffer og sex til venskab og relationer. Skins havde premiere  den 25. januar 2007 i England.

## Første generation

### Personer
- Anthony "Tony" Stonem (Nicholas Hoult)
- Sidney "Sid" Jenkins (Mike Bailey)
- Cassandra "Cassie" Ainsworth (Hannah Murray)
- Michelle Richardson (April Pearson)
- Christopher "Chris" Miles (Joe Dempsie)
- Jalander "Jal" Fazer (Larissa Wilson)
- Max "Maxxie" Oliver (Mitch Hewer)
- Anwar Kharral (Dev Patel)
- Elizabeth "Effy" Stonem (Kaya Scodelario)
- Lucy "Sketch" (Sæson 2) (Aimee-Ffion Edwards)

### Episode

#### Sæson 1
1. Tony
2. Cassie
3. Jal
4. Chris
5. Sid
6. Maxxie
7. Michelle
8. Effy
9. Anwar

#### Sæson 2
1. Maxxie
2. Sketch
3. Sid
4. Michelle
5. Chris
6. Tony
7. Effy
8. Jal
9. Cassie
10. Finale

## Anden generation

### Personer
- Elizabeth "Effy" Stonem (Kaya Scodelario)
- Pandora Moon (Lisa Backwell)
- James Cook (Jack O'Connell)
- Frederick "Freddie" McClair (Luke Pasqualino)
- Jeremiah Jonah "JJ" Jones (Ollie Barbieri)
- Naomi Campbell (Lily Loveless)
- Katie Fitch (Megan Prescott)
- Emily Fitch (Kathryn Prescott)
- Thomas Tomone (Merveille Lukeba)

### Episode

#### Sæson 3
1: Everyone
2: Cook
3: Thomas
4: Pandora
5: Freddie
6: Naomi
7: JJ
8: Elizabeth
9: Katie and Emily
10: Finale

#### Sæson 4
1: Thomas
2: Emily
3: Cook
4: Katie
5: Freddie
6: JJ
7: Effy
8: Alle